# Tadeusz Galia
Tadeusz Galia (ur. 5 marca 1949 we Wrocławiu) – polski aktor teatralny i filmowy.

## Życiorys
Absolwent PWSFTviT w Łodzi, którą ukończył w 1971 roku.  

## Filmografia
- 1968: Stawka większa niż życie jako Franz, człowiek Elerta śledzący Klosa
- 1972: Fortuna jako policjant
- 1976: Za rok, za dzień, za chwilę...
- 1980: Misja jako gestapowiec Beichman
- 1980: Olimpiada ’40 jako Leon
- 1981: On, ona, oni jako członek dyrekcji
- 1981: Wolny strzelec
- 1982: Oko Proroka jako Ryngasz, wspólnik Semena